# Die Piraten von Orion
Die Piraten von Orion (Originaltitel: The Pirates of Orion) ist die erste Episode der zweiten Staffel der Science-Fiction-Zeichentrickserie Die Enterprise. Sie wurde in englischer Sprache erstmals am 7. September 1974 bei NBC ausgestrahlt. In Deutschland war sie zum ersten Mal unter dem Titel Verfolgung im Weltall am 2. März 1976 in einer stark geschnittenen und inhaltlich veränderten synchronisierten Fassung im ZDF zu sehen. Eine ungekürzte, originalgetreue Synchronfassung erschien erstmals 1994 auf VHS. Die erste Fernsehausstrahlung dieser Fassung erfolgte am 30. September 2016 auf Tele 5.

## Handlung
Im Jahr 2270 bei Sternzeit 6334.1 bricht auf der Enterprise die Krankheit Choriozythose aus. Sie ist für Menschen relativ harmlos und wird von Schiffsarzt McCoy schnell unter Kontrolle gebracht. Als sich jedoch der halb-vulkanische erste Offizier Spock infiziert, reagiert er deutlich empfindlicher. McCoy diagnostiziert, dass Spock in drei Tagen sterben wird, wenn ihm nicht das natürlich vorkommende Medikament Strobolin verabreicht wird. Das nächste Vorkommen befindet sich auf dem Planeten Beta Canopus, den die Enterprise aber erst in vier Tagen erreichen kann. Um diese Differenz auszugleichen, soll das Frachtschiff Huron der Enterprise mit dem Medikament entgegenkommen.
Die Huron registriert indes ein unbekanntes Schiff, das ihr folgt. Die Fremden haben es offenbar auf die Hauptfracht der Huron, Dilithiumkristalle, abgesehen. Sie fordern die Übergabe und drohen mit der Zerstörung des Schiffs. Die Huron kann noch einen Notruf absetzen. Als die Enterprise eintrifft, ist die Huron schwer beschädigt, die Besatzung verletzt und der Frachtraum leer. Da die Angreifer eine Spur aus radioaktivem Abfall hinterlassen haben, kann die Enterprise die Verfolgung aufnehmen. Die Spur führt in einen Asteroidengürtel, wo sie unvermittelt endet. Die Asteroiden bestehen aus einem instabilen Material und explodieren bei Kontakt mit anderer Materie.
Nun taucht das fremde Schiff auf und beschießt die Enterprise. Es kann als ein Schiff der Orioner identifiziert werden und seine Bewaffnung scheint der Enterprise unterlegen zu sein. Der Captain der Orioner nimmt Kontakt zur Enterprise auf. Er besteht darauf, dass der Neutralitätsstatus von Orion respektiert wird und bestreitet, dass die Huron von seinem Schiff überfallen wurde. Die Scanner der Enterprise registrieren Dilithium an Bord des orionischen Schiffs, jedoch kein Strobolin, da die vorhandene Menge zu gering für die Scanner ist. Captain Kirk macht den Orionern einen Vorschlag: Wenn sie das Medikament freiwillig übergeben, dürfen sie das Dilithium behalten und der Vorfall wird nicht weiter verfolgt. Der orionische Captain willigt ein, aber nur unter der Bedingung, dass er und Kirk sich allein auf einem Asteroiden treffen, wo das Medikament persönlich übergeben werden soll. Kirk wittert eine Falle, doch er geht auf die Bedingung ein.
Auf dem Asteroiden übergibt der Orioner das Medikament an Kirk, doch er hat außerdem eine Sprengladung dabei. Er vertraut nicht darauf, dass Kirk den Vorfall nun auf sich beruhen lässt. Er will deshalb den Asteroiden zur Explosion bringen, wodurch die Enterprise zerstört werden soll. Zugleich soll sein eigenes Schiff die Selbstzerstörung aktivieren. Nur so glaubt er, die Neutralität von Orion bewahren zu können. Es kommt zum Kampf zwischen ihm und Kirk und schließlich werden beide von Chefingenieur Scott auf die Enterprise gebeamt. Der Orioner wird entwaffnet und in Gewahrsam genommen. Da sein Plan gescheitert ist, befiehlt er nun seiner Mannschaft, die Selbstzerstörung abzubrechen und das Schiff zu übergeben. Spock kann jetzt endlich das Strobolin verabreicht werden, wodurch er geheilt wird.

## Verbindungen zu anderen Star-Trek-Produktionen
In dieser Folge treten erstmals männliche Orioner auf. Die Orioner gehören zu den frühesten in Star Trek gezeigten außerirdischen Völkern, doch in der Ursprungsserie Raumschiff Enterprise und in früheren Folgen der Zeichentrickserie Die Enterprise waren fast ausschließlich weibliche Angehörige dieses Volks zu sehen. Die einzige Ausnahme bildete ein männlicher Orioner in der Folge Reise nach Babel von Raumschiff Enterprise. Dieser hatte jedoch das Aussehen eines Andorianers angenommen, um unbemerkt als Saboteur arbeiten zu können.
Im Gespräch mit dem orionischen Captain nimmt Kirk Bezug auf Ereignisse aus der Folge Reise nach Babel.

## Produktion

### Drehbuch
Howard Weinstein war erst 19 Jahre alt, als der Die Piraten von Orion schrieb. Er ist damit der jüngste Autor, der jemals ein Drehbuch für eine Star-Trek-Folge schrieb. Dies war seine einzige Drehbucharbeit für Star Trek, er schrieb später aber noch zahlreiche nichtkanonische Romane und Comics.

### Sprecher und Figuren
Norm Prescott sprach auch den romulanischen Commander in der Folge Wüste Scherze.

## Adaptionen
Alan Dean Foster schrieb eine Textfassung von Die Piraten von Orion, die auf Englisch erstmals 1975 in der Geschichtensammlung Star Trek Log 5 erschien. Die deutsche Übersetzung erschien 1993.

## Rezeption
Ryan Britt führte Die Piraten von Orion 2020 auf syfy.com in einer Liste der fünf besten Folgen von Die Enterprise auf Platz 3.